# Нана Дзагнідзе
Нана Дзагнідзе, груз. ნანა ძაგნიძე (нар. 1 січня 1987 в Кутаїсі) — грузинська шахістка, гросмейстер від 2008 року.
 Чемпіонка Європи 2017 року.
Її рейтинг станом на березень 2020 року — 2509 (11-те місце у світі, 1-ше серед шахісток Грузії).

## Кар'єра
Неодноразово представляла Грузію на чемпіонаті світу і Європи серед дівчат у різних вікових категоріях, здобувши численні нагороди, в тому числі золоті: Таллінн 1997 — ЧЄ до 10 років, Літохоро 1999 — ЧЄ до 12, Орпеза 1999 — ЧС до 12, Орпеза 2001 — ЧС до 16, Чалкідіки 2003 — ЧС до 18, Нахічевань 2003 — ЧС до 20.
Тричі брала участь у чемпіонатах світу за нокаут системою. 2004 року дісталась до чвертьфіналу де програла Антоанеті Стефановій. 2006 року в другому раунді поступилась Цзюй Веньцзюнь. 2010 року в другому раунді програла Ельмірі Скрипченко.
Неодноразово представляла збірну Грузії на командних змаганнях:
- Шахові олімпіади 2004, 2006,2008,2010, 2012 і 2014. В командному заліку здобула золоту медаль 2008 року і бронзову 2010. В особистому заліку здобула золоту медаль 2014 року (на 1-й шахівниці) і срібну 2012 (на 1-й шахівниці)[6]
- Чемпіонатах світу 2009, 2011 і 2013. Разом з командою — бронзові нагороди 2011. Особисте 3-є місце 2009 (на другій шахівниці і 3-є 2011 (на 1-й шахівниці)[7]
- Чемпіонатах Європи 2003, 2005, 2007, 2009, 2011, 2013, 2013. В командному заліку срібні нагороди (2005, 2009) і бронзові (2011, 2015). В особистому заліку золота нагорода 2007 року (на 4-й шахівниці) і бронзова 2011 року (на 1-й шахівниці)[8].

### 2015
У жовтні 2015 року з результатом 5 очок з 11 можливих (+4-5=2) посіла 8 місце на першому етапі серії гран-прі ФІДЕ, що проходив у Монте-Карло (Монако).
У листопаді 2015 року в складі збірної Грузії стала бронзовою призеркою командного чемпіонату Європи, що проходив у Рейк'явіку. Набравши 4 очка з 7 можливих (+3-2=2), Нана посіла 6 місце серед шахісток, які виступали на першій шахівниці..
У грудні, набравши 4 очки з 9 можливих (+2-3=4), посіла 100 місце на опен-турнірі «Qatar Masters Open 2015».

### 2019—2020
У червні 2019 року взяла участь у турнірі претенденток, переможниця якого отримувала право зіграти у матчі на першість світу з чинною чемпіонкою Цзюй Веньцзюнь (Китай). Набравши 6½ очок з 14 можливих (+4-5=5), Дзагнідзе разом із Марією Музичук розділила 5-6 місця, поступившись 3 очками переможниці турніру росіянці Олександрі Горячкіній.
У грудні 2019 року з результатом 5 очок з 11 можливих (+2-3=6) розділила 9-10 місця на 2-му етапі гран-прі ФІДЕ серед жінок 2019/2020, що проходив у Монако. Наприкінці грудня 2019 року на чемпіонаті світу зі швидких та блискавичних шахів, Нана посіла:
 — 22-ге місце у турнірі зі швидких шахів, набравши 7½ очок з 12 можливих (+7-4=1),
 — 24-те місце у турнірі з блискавичних шахів, набравши 10 очок з 17 можливих (+10-8=0).
У лютому 2020 року, набравши 4 очки з 9 можливих (+2-3=5), Дзагнідзе розділила 7-9 місця на турнірі «2020 Cairns Cup» з призовим фондом у 180 тис.доларів, що проходив у Сент-Луїсі.
У березні 2020 року стала переможницею 3-го етапу гран-прі ФІДЕ серед жінок 2019/2020, що проходив у Лозанні. Набравши 7 очок з 11 можливих (+4-1=6), грузинка за додатковими показниками випередила Олександру Горячкіну.

## Зміни рейтингу
| На цьому місці має відображатися графік чи діаграма, однак з технічних причин його відображення наразі вимкнено. Будь ласка, не видаляйте код, який викликає це повідомлення. Розробники вже працюють для того, щоби відновити штатне функціонування цього графіка або діаграми. | |
| | На цьому місці має відображатися графік чи діаграма, однак з технічних причин його відображення наразі вимкнено. Будь ласка, не видаляйте код, який викликає це повідомлення. Розробники вже працюють для того, щоби відновити штатне функціонування цього графіка або діаграми. |